# 渦旋式消焰器
渦旋式消焰器（英語：Vortex Flash Hider或Vortex Flash Eliminator）是一款由史密斯企業公司所生產、用於各種步槍、卡賓槍、機槍和手槍以上的槍口消焰器。

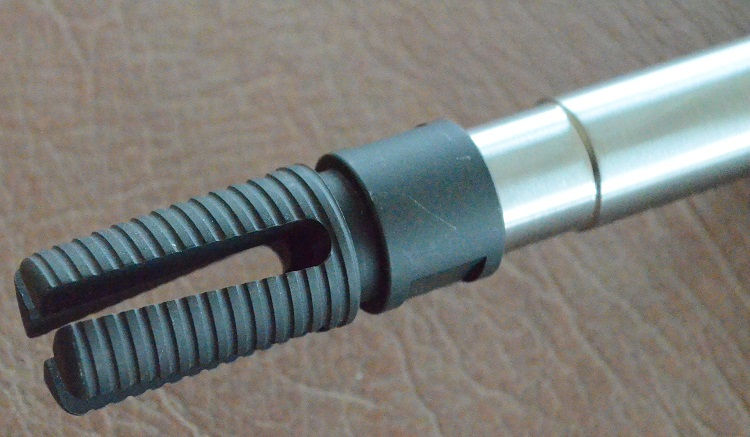
裝在AR-15樣式步槍步槍以上的渦旋式消焰器。

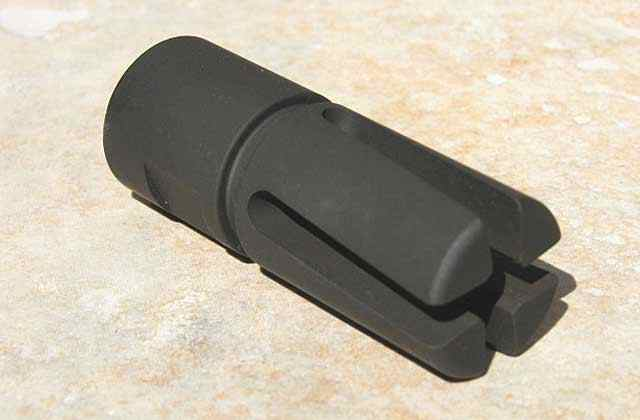
從正面觀看渦旋式消焰器。

## 歷史
渦旋式消焰器於1984年開發，並且於1995年獲得了专利。史密斯企業公司的索尼婭·索莫斯和羅恩·史密斯研發了渦旋式消焰器，它融合了5、10和15度纏率的螺旋設計，可消除高達99％的可見槍口焰。渦旋式消焰器在某種程度上讓人聯想到在最初的越南战争時期的M16步槍以所見的原始型“三瓣式”消焰器。但是，渦旋式更為堅固，並且製成了四根實心尖齒樣式，它倆四等份等距分佈並且與主體的中心線成6°的角度。渦旋式是世界上唯一一款採用了螺旋式凹槽設計的消焰器，並可以從多個位置與多個角度將其分解。史密斯企業公司為M16、AR-15、M14、斯泰爾AUG和某些手槍型號（例如黑克勒&科赫USP戰術型）生產渦旋式。

## AR-15步槍
專為AR-15樣式步槍而生產的渦旋式消焰器重3盎司，長2.25英寸，無需藉由固定墊圈即可將其固定在AR-15的槍管以上。拒絕使用鎖緊墊圈或擠壓墊圈的原因是從射手的角度而言，任何一款墊圈的使用都會增加可見的槍口焰。在用手旋緊渦旋式，並且反復擊發步槍以達到渦旋式裝緊到槍管以上。
當在AR-15上使用時，作家兼槍匠帕特里克·斯威尼曾將渦旋式消焰器稱為“除抑制器之外，最有效的消焰器”。在2005年《SWAT》雜誌以上發表的一篇文章當中，它被認定要比M16A2標配“鳥籠式”消焰器和洋基希爾機械廠出產的幻影消焰器優秀。《士兵財運》雜誌和《散彈槍新聞》的作家彼得·科卡里斯（Peter G. Kokalis）撰文，他在1980年代為中美洲準軍事部隊的軍事顧問工作時，裝上了300多具渦旋式消焰器。
渦旋式消焰器可被美軍用於M4卡賓槍和M16步槍以上，其北約庫存編號為NSN 1005-01-591-5825, PN 1001V。

## M14步槍
用於M14步槍的渦旋式消焰器被命名為SEI 2000V，用於美國陸軍SOCCOM M14步槍以上，之所以獲選用是因為它可將可見的槍口焰減少99％。安裝SEI 2000V時需要將原廠的準星組件拆卸下來，以後仍需要準星的射手可以選用史密斯公司所提供的、包括一個附加柱狀準星的裝置，以取代步槍的導氣箍。M21A5“瘋馬”步槍和Mk 14增強型戰鬥步槍（均由SEI所製造）也採用了M14渦旋式消焰器、風說者消聲器，而其前型M14直連型消聲器的設計亦旨在以直接連接方式安裝在渦旋式以上。

## .50口徑步槍和機槍
2011年，美國海軍水上作戰中心克蘭分部在其測試報告中將渦旋式消焰器列為一眾消焰器的首位以後，採用了該消焰器以用於.50口徑機槍和步槍以上。克蘭分部進行的測試表明，裝在機槍以上的渦旋式於進行10,000發射擊當中保持了95％的消焰效果門檻，並且獲以證明對正常的戰鬥功能、武器射擊或騎行都並無造成不利影響，也不會干擾機械瞄具的使用。該消焰器在美軍北約庫存編號為NSN 1005-01-603-1401, PN 6021。

## 其他步槍和機槍
史密斯企業亦為多種其他步槍生產適用的渦旋式，例如AK、HK91、斯泰爾AUG、FN FAL和Galil。此外，該公司還生產了用於安裝在M240通用機槍和M249班用自動武器以上的消焰器，其北約庫存編號為1005-01-600-857, PN 1041V。如果在槍管以上切成適當的螺紋，亦可以在傳統的栓動式步槍和儒格10/22、儒格Mini-14和儒格Mini-30等步槍以上裝上渦旋式消焰器。

## 資料來源
1. ↑  Suárez, Gabriel. . Boulder, Colorado: Paladin Press. 1999: 222. ISBN 978-1-58160-049-0.
2. 1 2 3  Sommers, Sonja. . US Patent and Trade Office. google patents. 1997-01-21  [2013-04-04].
3. 1 2  Sweeney, Patrick. . Iola, Wisconsin: Gun Digest Books. 23 March 2010: 93  [2 April 2013]. ISBN 978-1-4402-1457-8. （原始内容存档于2016-12-21）.
4. ↑  Peterson, Phillip. . Iola, Wisconsin: Gun Digest Books. 30 November 2010: 75  [2 April 2013]. ISBN 978-1-4402-1793-7.
5. ↑  Peterson, Phillip. . Iola Wisconsin: F&W Media. 28 February 2011: 118  [2 April 2013]. ISBN 978-1-4402-2672-4.
6. 1 2  Hansen, Denny. . SWAT. 2005, 24 (2): 28–32.
7. ↑  Kokalis, Peter. . Shotgun News. 2005, 50 (12): 20–22, 24, 26.
8. ↑  .   [1 May 2013]. （原始内容存档于2013-09-22）.
9. ↑  Jones, Richard D.; Ness, Leland. Terry Gander , 编.  35. London: Jane's Information Group. 2009. ISBN 978-0710628695.
10. ↑  Pushies, Fred. . Special Weapons for Military & Police (Harris Publishing). 2009, 20 (4).
11. ↑  Charles Q. Cutshaw. . . Gun Digest Books. 28 February 2011: 321  [9 July 2013]. ISBN 978-1-4402-2482-9.[]
12. ↑  Emerson, Lee.  5. Las Vegas, Nevada: Lulu press. 2013: 326–328.
13. ↑  Smith.  (新闻稿). Tempe, Arizona: Reuters. 2011-02-14  [2013-04-11]. （原始内容存档于2013-06-30）.
14. ↑  .   [1 May 2013]. （原始内容存档于2018-10-01）.
15. ↑  .   [1 May 2013]. （原始内容存档于2018-10-01）.
16. ↑  Ramos, Joe.  1. Boulder, Colorado: Paladin Press. 2012: 43. ISBN 978-1610045735.
17. ↑  Long, Duncan.  11. Boulder, Colorado: Paladin Press. 1987: 87. ISBN 978-0873644075.

## 外部連結
- （英文）—Smith Enterprise, Inc. （页面存档备份，存于）
- （英文）—Fox News 4 report on the Vortex Flash Hider （页面存档备份，存于）